# Muzeum w Piotrkowie Trybunalskim
Muzeum w Piotrkowie Trybunalskim – muzeum znajdujące się w Piotrkowie Trybunalskim, w okolicach Starego Miasta.
Muzeum mieści się w budynku Zamku Królewskiego.
Obecne zbiory w czterech podstawowych działach: archeologii, historii, etnografii i sztuki liczą około 17 tysięcy eksponatów. W ekspozycjach stałych prezentowane są zbiory mebli, obrazów, broni białej i palnej, materiały związane z historią miasta i zabytki archeologiczne pochodzące z badań własnych prowadzonych w regionie piotrkowskim.

## Historia
Początkiem zbiorów muzealnych był zbiór skamieniałości ofiarowany w 1909 roku przez Stanisława Psarskiego – właściciela kamieniołomów w Sulejowie. 10 września 1909 na zebraniu Oddziału Piotrkowskiego PTK powołano sekcje muzealną PTK, do której należeli: Onufry Krajewski – pierwszy kustosz zbiorów muzealnych, Michał Rawita Witanowski – prezes Oddziału PTK, Józef Karczewski i Leon Starkiewicz. Do 1918 roku muzeum nie posiadało własnego lokalu i wystawiało swoje zbiory, liczące w początkach 1913 roku 350 eksponatów, w wynajmowanych na ten cel mieszkaniach w kamienicach przy ul. Bykowskiej (obecnie Wojska Polskiego).15 października 1922 roku znowu otwarte zostało Muzeum Krajoznawcze Ziemi Piotrkowskiej, tym razem we własnej siedzibie, w której pozostaje do dzisiaj.
W latach II wojny światowej cenniejsze zbiory były przechowywane w domach członków PTK i innych Piotrkowian. W 1949 roku zbiory Muzeum Krajoznawczego zostały przejęte przez państwo, a Muzeum otrzymało status Regionalnego w resorcie Kultury i Sztuki. W początkach lat 60. zbiory muzealne liczyły ponad 3000 pozycji inwentarzowych, głównie w działach historii, archeologii i etnografii. Z powodu złego stanu technicznego zamku i konieczności jego renowacji muzeum było zamknięte od 1963 do stycznia 1970 roku. W 1975 roku muzeum piotrkowskie otrzymało status Muzeum Okręgowego. W tym samym roku dyrektorem Muzeum został mgr Stanisław Marcin Gąsior, który pełnił swoją funkcję do 2009 roku. Od czerwca 2009 roku do lutego 2016 obowiązki Dyrektora Muzeum pełnił Krzysztof Wiączek. Od marca 2016 roku Dyrektorem Muzeum jest dr Marta Walak. 1 kwietnia 2025 funkcję dyrektora objął Dariusz Turek. Roczna liczba zwiedzających wynosi między 25 – 30 tysięcy.